# Whole Wheat Bread
Whole Wheat Bread is een Amerikaanse poppunkband afkomstig uit Jacksonville, Florida die is opgericht in 2003. De band heeft tot op heden twee studioalbums en twee ep's laten uitgaven, de meeste via Fighting Records. Whole Wheat Bread bestaat tegenwoordig uit Aaron Abraham (gitaar en zang), Joseph Largen (drums en zang) en Will Frazier (basgitaar en zang).

## Geschiedenis
Aaron Abraham en Nicholas Largen, die al lange tijd vrienden waren, besloten rond 2002 een rapgroep te vormen. Het concept veranderde echter al snel en de aanvankelijke formatie van de poppunkband bestond nu uit Abraham (gitaar en zang), Nicholas Largen (basgitaar) en diens broer Joseph Largen (drums). Whole Wheat Bread bleef vanaf dat moment shows spelen.
Het debuutalbum, getiteld Minority Rules, verscheen in januari 2005 via het platenlabel Fighting Records. Het album werd geproduceerd door muziekproducent Darian Rundall, die eerder had gewerkt met andere punkbands zoals Pennywise en Yellowcard. Het album had redelijk succes: Minority Rules bereikte de 8ste plek in de Top Heatseekers-hitlijst van Billboard. Om het album te promoten ging Whole Wheat Bread op tournee met bands als MxPx, Reel Big Fish en Streetlight Manifesto.
In 2006 werd basgitarist Nicholas Largen gearresteerd in Amherst, New York vanwege verdenking op twee gewapende overvallen die plaatsvonden in juni dat jaar. Later werd aangekondigd dat hij zou worden vervangen door C.J. Randolph (van de raprockband El Pus). De band bleef touren met verschillende andere bands en artiesten, waaronder The Bouncing Souls, Street Dogs en rapper Killah Priest van Wu-Tang Clan. In november 2006 werd de eerste ep van de band uitgebracht. De ep was getiteld Punk Life en was opgenomen voordat Largen de band had verlaten. Het album bevat drie originele nummers en drie covers van rapnummers.
Op 11 oktober 2007 werd bekend dat bassist C.J. Randolph de band zou verlaten. Hij werd vervangen door Will Frazier. Gedurende 2007 blijft de band touren, en werkt tegelijk aan een tweede studioalbum. Whole Wheat Bread werkt op dit album samen producer Travis Huff, die al eerder heeft gewerkt met bands als Fall Out Boy en Yellowcard. Hearts of Hoodlums werd uitgegeven op 6 januari 2009. Daarnaast werkte Whole Wheat Bread ook samen met rapper Lil Jon aan zijn soloalbum, Crunk Rock (2010). De band is op dat album te horen op het nummer "Killas".
Op 12 oktober 2012 maakte Whole Wheat Bread bekend dat er vanaf november dat jaar gewerkt zou worden aan een nieuw album, dat onder eigen beheer zou worden uitgegeven. In 2016 werd de tweede ep van de band uitgegeven, getiteld Punk Life 2. Het album werd uitgegeven op cd onder eigen beheer.

## Leden
| Huidige leden - Aaron Abraham - gitaar, zang - Joseph Largen - drums, zang - Will Frazier - basgitaar, zang | Voormalige leden - Nick Largen - basgitaar, zang (2004-2006) - C.J. Randolph - basgitaar, zang (2006-2007) - Andre Abraham - basgitaar, zang (2002-2004) - Tim Connors - drums (2002-2003) |

## Discografie
Studioalbums
- Minority Rules (2005)
- Hearts of Hoodlums (2009)

Ep's
- Punk Life (2006)
- Punk Life 2 (2016)